# Pipo de Clown (televisieserie)
Pipo de Clown is een Nederlandse televisieserie voor kinderen, bedacht door Wim Meuldijk. De oorspronkelijke serie met Cor Witschge in de rol van Pipo begon in 1958 en liep tot 1980. In 1975 verscheen de bioscoopfilm Pipo en de Piraten van Toen.
Later zijn verschillende nieuwe producties uitgebracht zoals de bioscoopfilm Pipo en de p-p-parelridder (2003) en de televisieserie De Nieuwe Avonturen van Pipo (2017).

## Algemene verhaallijn
De clown Pipo is weggelopen uit het circus van Dikke Deur en woont nu samen met zijn vrouw Mammaloe en zijn dochter Petra in een woonwagen die wordt getrokken door de ezel Nononono. Ze trekken de wereld door en beleven allerlei vreemde avonturen. Pipo's beste vriend is Klukkluk, een indiaan die een weinig succesvolle boogschietact heeft in Pipo's voorstellingen.

## Geschiedenis

### Oorspronkelijke tv-serie (1958-1980)
In 1958 vroeg regisseur Willy van Hemert of Witschge, die een rol speelde in zijn productie, voor drie afleveringen de rol van clown wilde spelen. De acteur zag hier wel een leuke schnabbel in.
De eerste aflevering is uitgezonden op 17 september 1958. Tot 1965 zijn de Pipo de Clown-verhalen verdeeld over meerdere afleveringen uitgezonden. In de eerste reeks woont de clownsfamilie op zolder en verplaatsen zij zich te voet. Pas in de tweede serie Pipo en de Bibberhaai krijgt Pipo zijn bekende woonwagen van de zigeuner Felicio, die zelf ook af en toe meedoet in de verhalen.
In de vijfde serie, Pipo en de Waterlanders, maken de pareldieven Snuf en Snuitje hun opwachting, gespeeld door Rudi Falkenhagen en Will Spoor. Ook verschijnt in deze serie Mik uit de serie Mik & Mak (ook geschreven door Meuldijk), gespeeld door Donald Jones.
Tussen 1966 en 1968 is Pipo te zien bij de NTS in korte afleveringen Dag vogels, dag bloemen, dag kinderen van ongeveer vijf minuten waarin Pipo zijn dochtertje Petra naar bed bracht. In twee jaar verschijnen 480 afleveringen. Daarna verdwijnt Petra uit de serie door de arbeidsinspectie. Christel Adelaar was destijds zwanger en laat daarom de rol van Mammaloe over aan Marijke Bakker; haar rol was echter beperkt, ze hoefde alleen Pipo te roepen en dat ging bij elke aflevering op dezelfde manier.
Vanaf 1971 zond de VARA weer een aantal lange Pipo-verhalen uit. Echter is Cor Witschge nu vervangen door Cees van Oyen en Marijke Bakker door Janine van Wely, wegens een zakelijk conflict in verband met hun fotorechten en in hun hoedanigheid als Pipo en Mammaloe. De vervanging in de serie Pipo op Bizarra slaat echter niet aan bij het publiek, waardoor de oude acteurs bij de volgende serie zijn terug gevraagd. Wel mocht Van Wely terugkeren als Pipo's zus Plom, vanaf Pipo in Marobia. Pipo en de Piraten van Toen werd na de bioscoopuitgave een jaar later uitgezonden als vijfdelige serie.
Op 19 april 1980 is de laatste aflevering van de in totaal 577 uitzendingen.

### Nieuwe producties
In de jaren 90 zijn met succes verschillende oude televisieseries van Pipo op VHS uitgebracht. In 1998 is vervolgens een nieuwe proefaflevering gemaakt onder de titel Pipo en de Bosbas. De aflevering duurt een halfuur en is in 2001 op VHS uitgebracht. 100.000 exemplaren zijn verkocht. Joep Dorren speelt de rol van Pipo. Rudi Falkenhagen keert terug als Snuf. Uiteindelijk is er geen (zesdelige) televisieserie gemaakt, maar een bioscoopfilm in 2003: Pipo en de p-p-parelridder. De film is gebaseerd op de televisieserie Pipo en het zingende zwaard uit 1960.
In het theaterseizoen 2009/2010 verscheen de musical Pipo en de Gestolen Stem. Raymond Kurvers speelt de rol van Pipo. De basis voor de musical is het verhaal Pipo en de verloren stem. Een hoorspel wat in 1962 op lp is uitgebracht.
In 2017 verscheen de theatervoorstelling Pipo’s Sapperdeflap Hoeradag in pretpark Julianatoren. Mitch Blaauw speelt de rol van Pipo. Vervolgens verscheen ook een nieuwe televisieserie De Nieuwe Avonturen van Pipo bij RTL Nederland. Voor het theaterseizoen 2018/2019 verscheen de theatervoorstelling Pipo en de Piratenprinses. In november en december 2018 volgde een Sinterklaasbewerking van deze show, Pipo en de Pakjespiet.

## Overzicht
| Nummer | Titel van serie                              | Uitzenddatum                                          | Afleveringen | Zwart-wit of kleur | Herhaling                                             | Uitgave  |
| ------ | -------------------------------------------- | ----------------------------------------------------- | ------------ | ------------------ | ----------------------------------------------------- | -------- |
| 1      | Pipo de Clown                                | 17 september 1958 - 13 mei 1959                       | 12           | zwart-wit          |                                                       |          |
| 2      | Pipo en de Bibberhaai                        | 17 oktober 1959 - 8 juni 1960                         | 16           | zwart-wit          |                                                       |          |
| 3      | Pipo en het zingende zwaard                  | 17 september 1960 - 7 juni 1961                       | 17           | zwart-wit          |                                                       |          |
| 4      | Pipo in Kaliefland                           | 16 september 1961 - 14 februari 1962                  | 12           | zwart-wit          |                                                       |          |
| 5      | Pipo en de Waterlanders                      | 30 oktober 1963 - 10 juni 1964                        | 15           | zwart-wit          | 1968, 11 juni 1977 - 16 november 1977                 |          |
| 6      | Pipo en de druppels                          | 20 juni 1964                                          | 1            | zwart-wit          |                                                       |          |
| 7      | Dag vogels, dag bloemen, dag kinderen        | 1 oktober 1966 - 31 mei 1968                          | 480          | zwart-wit          |                                                       | VHS, dvd |
| 8      | Pipo op Bizarra                              | 29 maart 1971 - 23 juni 1971                          | 15           | kleur              | 9 mei - 7 juli 1972                                   |          |
| 9      | Pipo in Marobia                              | 1 januari 1974 - 19 maart 1974                        | 12           | kleur              |                                                       |          |
| 10     | Pipo en het Grachtengeheim                   | 4 september 1975 - 25 september 1975                  | 4            | kleur              | 3 juli 1988 - 24 juli 1988 (30 jaar Pipo de Clown)    | VHS, dvd |
| 11     | Pipo en de Lachplaneet                       | 1 januari 1976 - 22 januari 1976                      | 4            | kleur              | 18 september - 9 oktober 1988 (30 jaar Pipo de Clown) | VHS, dvd |
| 12     | Pipo en de Piraten van Toen                  | 2 september 1976 - 30 september 1976                  | 5            | kleur              | 25 juli 1994 (als film)                               | VHS, dvd |
| 13     | Pipo en de Noorderzon                        | 14 april 1978 - 26 mei 1978                           | 7            | kleur              | 31 juli - 11 september 1988 (30 jaar Pipo de Clown)   | VHS, dvd |
| 14     | Pipo in West Best                            | 1 maart 1980 - 19 april 1980                          | 8            | kleur              |                                                       | dvd      |
| 15     | Pipo en de Bosbas                            | Niet uitgezonden. 1998 (geproduceerd), 2001 (uitgave) | 1            | kleur              |                                                       | VHS, dvd |
| 16     | Pipo de Clown 'De nieuwe avonturen van Pipo' | 16 oktober 2017 - 27 oktober 2017                     | 10           | kleur              |                                                       | dvd      |

- Pipo en de piraten van toen werd op 26 juni 1975 uitgebracht als bioscoopfilm.
- Van de serie Dag vogels, dag bloemen, dag kinderen werden 57 afleveringen op dvd uitgebracht (in vier delen) in 2010. Een aantal afleveringen werden eerder uitgebracht op VHS onder de titel Pipo - 8 videoverhaaltjes voor het slapen en Pipo-verhaaltjes voor het slapengaan 2.
- De series Pipo en de Bibberhaai, Pipo en de Waterlanders en Pipo op Bizarra zijn niet volledig bewaard gebleven en zodoende niet op VHS of dvd verschenen. Van de serie Pipo op Marobia zijn enkel de filminlassen nog bewaard. De afleveringen 1-5, 7 en 15 van Pipo en de Waterlanders zijn meermaals herhaald door het themakanaal NPO Best.

## Rolverdeling serie/film
| Personage                                            | Acteur/actrice    | Periode                          |
| ---------------------------------------------------- | ----------------- | -------------------------------- |
| Pipo de Clown                                        | Cor Witschge      | 1958-1968                        |
| Pipo de Clown                                        | Cor Witschge      | 1974-1980                        |
| Pipo de Clown                                        | Cees van Oyen     | 1971                             |
| Pipo de Clown                                        | Joep Dorren       | 2001, 2003                       |
| Pipo de Clown                                        | Mitch Blaauw      | 2017-heden                       |
| Mammaloe                                             | Christel Adelaar  | 1958-1963                        |
| Mammaloe                                             | Marijke Bakker    | 1966-1968                        |
| Mammaloe                                             | Marijke Bakker    | 1974-1980                        |
| Mammaloe                                             | Janine van Wely   | 1971                             |
| Mammaloe                                             | Alexandra Blaauw  | 2001                             |
| Mammaloe                                             | Mariska van Kolck | 2003                             |
| Mammaloe                                             | Liset Vrugteveen  | 2017-heden                       |
| Petra, dochter van Pipo                              | Petra Barnard     | 1958-1960                        |
| Petra, dochter van Pipo                              | Marjolein Knap    | 1966-1968                        |
| Petra, dochter van Pipo                              | Stephanie         | 2001                             |
| Petra, dochter van Pipo                              | Meta Speksnijder  | 2003                             |
| Klukkluk, indiaan                                    | Herbert Joeks     | 1958-1959, 1966-1974, 1976, 1980 |
| Klukkluk, indiaan                                    | Joris Gootjes     | 2017-heden                       |
| Dikke Deur, circusdirecteur en tegenstrever van Pipo | Willy Ruys        | 1958-1959, 1966-1968, 1974-1975  |
| Dikke Deur, circusdirecteur en tegenstrever van Pipo | Rob van Houten    | 2001                             |
| Dikke Deur, circusdirecteur en tegenstrever van Pipo | Hero Muller       | 2003                             |
| Dikke Deur, circusdirecteur en tegenstrever van Pipo | Simon Zwiers      | 2017-heden                       |
| Snuf, boef                                           | Rudi Falkenhagen  | 1963-1974, 2001, 2003            |
| Snuitje, boef                                        | Will Spoor        | 1963-1968                        |
| Snuitje, boef                                        | Marius Crans      | 1971                             |
| Snuitje, boef                                        | Michiel Kerbosch  | 2001                             |
| Snuitje, boef                                        | Felix-Jan Kuypers | 2003                             |
| Mik                                                  | Donald Jones      | 1963-1964                        |
| Mik                                                  | John Wijdenbosch  | 2003                             |
| Plom, zus van Pipo                                   | Janine van Wely   | 1974, 1976-1980                  |
| Felicio, zigeuner                                    | Jan Pruis         | 1959-1960, 1961-1964             |

### Dieren
De circuswoonwagen werd getrokken door het trouwe ezeltje Nononono.  Aan de woonwagen hing een kooi met daarin de papegaai Foefie.

### Gastrollen
| Personage              | Acteur/actrice           | Periode         |
| ---------------------- | ------------------------ | --------------- |
| Meneer Hiep            | Wim Poncia               | 1959-1960       |
| Simon O. Zemel         | Guus Verstraete sr.      | 1959-1960, 1962 |
| Ridder Bambarin        | Frits Butzelaar          | 1960-1961, 1962 |
| Tante Anoeska          | Shireen Strooker         | 1960-1961, 1962 |
| Kalief Kassa           | Rob Milton               | 1961-1962       |
| Toedeloe               | Hannah van der Vlugt     | 1963-1964       |
| Toedeloe               | Marijke Merckens         | 1964            |
| Professor Piekhaar     | Han König                | 1963-1964       |
| Nep Tinus              | Paul Meijer              | 1963-1964       |
| Koningin Blieb         | Liesbeth Struppert       | 1963-1964       |
| Koning Bloeb           | Ab Hofstee               | 1963-1964       |
| Bobbie Kruzo'          | Frits Butzelaar          | 1963-1964       |
| Heks Blauhilde         | Adèle Bloemendaal        | 1971            |
| Kapitein Bereschuim    | Piet Hendriks            | 1971            |
| Oppergier Kraza        | Eli Blom                 | 1974            |
| Waarzegster            | Elly van Stekelenburg    | 1974            |
| Kalief Ali-ben-Koekoek | Coen Flink               | 1974            |
| Achmed Hum             | Jack Dixon               | 1974            |
| Friedolien             | Elsa Lioni               | 1975            |
| Dries Duiker           | Jan Hundling             | 1975            |
| Baas Atlas             | Ton Vos                  | 1975            |
| Hakkie Buitenbeen      | Broes Hartman            | 1975            |
| Vrouw bij viswinkel    | Carry Tefsen             | 1975            |
| Ambtenaar              | Carol van Herwijnen      | 1975            |
| Uni                    | Belinda Meuldijk         | 1975            |
| Puni                   | Brigitte Vloothuis       | 1975            |
| Muni                   | Marian Lind              | 1975            |
| Kapitein Labbedoe      | Hans Boskamp             | 1976            |
| Mevrouw Labbedonia     | Elsa Lioni               | 1976            |
| Uddebuh                | Henk Votel               | 1976            |
| Professor Madoemapie   | Oslin Boekhoudt          | 1976            |
| Heks Hammetee          | Burny Every              | 1976            |
| Ben Ziene              | Henk Votel               | 1976            |
| Schater                | Jack Horn                | 1976            |
| Klater                 | Marius Monkau            | 1976            |
| Pretje                 | Jennifer Willems         | 1976            |
| Grim                   | Ton Vos                  | 1976            |
| Hoon                   | Ricardo Sibelo           | 1976            |
| Televisie-omroeper     | Joop van der Donk        | 1976            |
| Per Pleksen            | Frits Hassoldt           | 1978            |
| Gamle Per              | Sacco van der Made       | 1978            |
| Molenaar               | Piet Ekel                | 1978            |
| Koningin Frigite       | Carola Gijsbers van Wijk | 1978            |
| Koningin Knakke        | Jennifer Willems         | 1978            |
| Koning Kneus           | Onno Molenkamp           | 1978            |
| Kletser                | Anton Geesink            | 1978            |
| Dorpshoofd             | Ben Hulsman              | 1978            |
| Een trekker            | Joost Prinsen            | 1978            |
| Knersende Vlerk        | Frits Hassoldt           | 1980            |
| Smoky Spaai            | Michiel Kerbosch         | 1980            |
| Moeders Ugh            | Riek Schagen             | 1980            |
| Ruisend Riet           | Cecile Knapper           | 1980            |
| Geurend Gras           | Belinda Meuldijk         | 1980            |
| Big Boss Billy Bulk    | Piet Römer               | 1980            |
| Barpianist             | Joop Reynolds            | 1980            |
| James Lost             | Piet Ekel                | 1980            |
| Moki-Pil               | Henk Batenburg           | 1980            |

## Muziek
- De muziek voor de oorspronkelijke televisieserie werd geschreven door Joop Reynolds; de tekst van zijn compositie Het Pipo lied werd geschreven door Wim Meuldijk.

## Bekende uitspraken
Het kenmerkende taalgebruik van personages droeg bij aan de populariteit van de serie. Sommige uitspraken hebben ingang gevonden tot de Nederlandse taal, zoals 'Sapperdeflap'.
- "Sapperdeflap!" (Pipo)
- "Hou 's even vast, Mammaloe" (Pipo)
- "Dag vogels, dag bloemen, dag (lieve) kinderen..." (Pipo)
- "Boterham met pindakaas" (Klukkluk)
- "Floepens, mis!" (Klukkluk)
- "Ossie Possie" (Klukkluk)
- "Hup, Nononono, vooruit met de voetjes" (Pipo)
- "M M M Mooie P P Parels, F F Fijne P P Parels" (Snuf)
- "Pipo, Koeien!" (angstkreet van de Dikke Deur)
- "Soep met sliertjes!" (Felicio)
- "Dat lust Felicio wel!" (Felicio)
- "Dat zijn toch van de gekke" (Klukkluk)
- "Mij zijn niet van de bange, mij zijn van de voorzichtige!" (Klukkluk)
- "Oud Indiaans spreekwoord zegge altijd: ..." (Klukkluk)
- "Oh, wat heb ik weer een pech..." (Dikke Deur)

## Trivia
- Tussen 1969 en 1973 tekende Jan van der Voo, op basis van de teksten van Wim Meuldijk, een verstripte versie van de tv-serie voor de Donald Duck. Deze strip verving de Tom Poes-ballonstrip.[14][15]
- In Avrobode nummer 36 van 1981 werd aangekondigd dat Snuf en Snuitje hun eigen tiendelige serie zouden krijgen, door de AVRO uit te zenden in 1983. Rudi Falkenhagen, die op dat moment succes oogstte met De Fabriek, zou weer meespelen. Naar een acteur voor Snuitje werd nog gezocht. Deze spin-off is er echter nooit gekomen.
- In 1984 werd in het programma Pisa van Veronica een persiflage op Pipo de Clown gebracht door Harry Vermeegen en Henk Spaan waarin allerlei seksuele toespelingen de revue passeerden tussen Mammaloe, de Dikke Deur en Klukkluk.
- Omstreeks 1998 werd bij het pretpark Speelstad Oranje in Drenthe het bungalowpark Pipodorp, later Vakantiestad Oranje genoemd, geopend. De vakantiebungalows zijn beschilderd als woonwagens door Chris Veldhof. De eerste jaren waren er ook optredens van Pipo, Mammaloe en Klukkluk. In 2014 werd dit als vakantiedorp gesloten.
- De termen sapperdeflap (Pipo) en van de gekke (Klukkluk) zijn een vast onderdeel van de Nederlandse taal geworden.